# Tragia adenophila
Tragia adenophila är en törelväxtart som beskrevs av Ferdinand Albin Pax och Käthe Hoffmann. Tragia adenophila ingår i släktet Tragia och familjen törelväxter.
Artens utbredningsområde är Paraguay. Inga underarter finns listade i Catalogue of Life.